# Kent, Minnesota
Kent là một thành phố thuộc quận Wilkin, tiểu bang Minnesota, Hoa Kỳ. Năm 2010, dân số của thành phố này là 81 người.

## Dân số
- Dân số năm 2000: 120 người.
- Dân số năm 2010: 81 người.